# Oscar Aleman (läkare)
Oscar August Efraim Aleman, född 17 april 1879 i Södra Unnaryds församling, Jönköpings län, död 29 juli 1939 i Hedvig Eleonora församling i Stockholm, var en svensk läkare.

## Biografi
Aleman avlade 1907 medicine licentiatexamen vid Karolinska institutet, var 1912–1914 föreståndare för kirurgiska polikliniken vid Serafimerlasarettet, blev 1914 chefsläkare vid Garnisonssjukhuset i Stockholm och överläkare vid dess kirurgiska avdelning. Han var verksam som fackvetenskaplig författare.